# Шаудер, Юлиуш Павел
Юлиуш Павел Шаудер (пол. Juliusz Paweł Schauder; 21 сентября 1899, Лемберг, Австро-Венгрия — октябрь 1943, Львов, оккупированная территория СССР) — польский математик еврейского происхождения, известный своими работами по функциональному анализу, дифференциальным уравнениям и математической физике.

## Биография
Родился 21 сентября 1899 года в Лемберге в семье адвоката еврейского происхождения. После окончания львовской гимназии в связи с началом Первой мировой войны был мобилизован в австрийскую армию, участвовал в боях на итальянском фронте и попал в плен.
Юлиуш поступил во Львовский университет в 1919 году и получил докторскую степень в 1923 году. Он не получил работу в университете и продолжал свои исследования, работая учителем в средней школе.
Благодаря своим выдающимся результатам, он получил в 1932 году стипендию, что дало ему возможность провести несколько лет в Лейпциге и Париже. В Париже он начал успешное сотрудничество с Жаном Лере. В 1935 году Шаудер получил должность старшего ассистента в университете Львова. Принадлежал к Львовской математической школе.
После вторжения немецких войск во Львов Шаудер не смог продолжать свою работу. В письмах к швейцарским математикам он пишет, что получил новые важные результаты, но у него нет бумаги, чтобы их записать.
Казнён гестапо, предположительно, в октябре 1943 года.

## Память
Именем Шаудера назван «Центр нелинейных исследований» Университета Николая Коперника в Торуни. С 2012 года Центр вручает медаль имени Юлиуша Павла Шаудера за научные достижения и вклад в нелинейный анализ.